# 云里站
雲里站（韓語：운리역）是朝鮮民主主義人民共和國慈江道前川郡仓坪里的一個鐵路車站，属于满浦线。

## 历史
- 1936年12月1日，开通使用。

## 邻近车站
满浦线
梨滿站 - 雲里站 - 云松站